# Horst D. Scheel
Horst D. Scheel (* 21. Juni 1950 in Daaden, Westerwald) ist ein deutscher Schauspieler und Casting Director.

## Leben
Scheel schloss zunächst eine Kellnerlehre ab und war anschließend im Berliner Prominentenlokal „Conti-Fischstuben“ als Barmann tätig. Dort knüpfte er Kontakte mit mehreren Schauspielern. Seit 1975 arbeitet er als Regie- und Produktionsassistent und seit 1984 als Caster beim Film.
Scheel war Caster der Serie Lindenstraße, in der er von Februar 1988 (Folge 115) bis Juni 2009 (Folge 1228) in unregelmäßigen Abständen die Rolle des Hausverwalters Hans-Wilhelm Hülsch spielte. Im März 2020 (Folge 1756) war er letztmals in der Serie zu sehen.
Scheel ist der Entdecker von Til Schweiger, den er für die Lindenstraße und anschließend für die beiden Filme Manta Manta und Der bewegte Mann besetzte. Weitere Filme, die Scheel besetzte, sind unter anderem Dominik Grafs Die Katze, Oliver Hirschbiegels Mörderische Entscheidung, Uwe Bolls Das erste Semester und der von Til Schweiger produzierte Knockin’ on Heaven’s Door. Scheel besetzt auch TV-Serien, unter anderem die Comedy-Serie Und tschüss!, in der er auch die Nebenfigur des Polizeikommissar Kaportke spielte. Als Schauspieler gehörte er zur Stammbesetzung der Comedy Mensch Markus.
Scheel lebt in Engelskirchen.

## Filmografie (Auswahl)
- 1988–2004, 2007, 2009, 2020: Lindenstraße (Fernsehserie, 77 Folgen)
- 1988: Ein Richter für Berlin
- 1989: Der Rosengarten
- 1990: The Man Inside – Tödliche Nachrichten
- 1991: Manta Manta
- 1994: Ein Bayer auf Rügen (Fernsehserie, 1 Folge)
- 1994: Die Sieger
- 1994: Im Namen des Gesetzes (Fernsehserie, 1 Folge)
- 1994: Die Gerichtsreporterin (Fernsehserie, 1 Folge)
- 1994: Der bewegte Mann
- 1995: Frauenarzt Dr. Markus Merthin (Fernsehserie, 1 Folge)
- 1995: Stadtklinik (Fernsehserie, 5 Folgen)
- 1995: Schwarz greift ein (Fernsehserie, 1 Folge)
- 1995: Und tschüss! (Miniserie)
- 1995: Jede Menge Leben (Fernsehserie, 10 Folgen)
- 1995–2000: Rosa Roth (Fernsehreihe, 3 Folgen, verschiedene Rollen)
- 1996: Abbuzze! Der Badesalz-Film
- 1997: Der Fahnder (Fernsehserie, 2 Folgen)
- 1998: Liebe deine Nächste!
- 1999: Für alle Fälle Stefanie (Fernsehserie, 2 Folgen)
- 2000: Fußball ist unser Leben
- 2000: Die Wache (Fernsehserie, 1 Folge)
- 2000: Ritas Welt (Fernsehserie, 1 Folge)
- 2000: Nesthocker – Familie zu verschenken (Fernsehserie, 1 Folge)
- 2001: Drehkreuz Airport (Fernsehserie, 1 Folge)
- 2001: Sass
- 2002: Im Visier der Zielfahnder (Fernsehserie, 1 Folge)
- 2002: Verbotene Liebe (Fernsehserie, 6 Folgen)
- 2002–2007: Mensch Markus (Comedy-Show)
- 2006: Rohtenburg
- 2011: Das große Comeback